# Volker Teich
Volker Teich (* 1. Juni 1951 in Baiersbronn; † 7. Mai 2024 in Schorndorf) war ein Pfarrer der Evangelischen Landeskirche Württemberg und von 2005 bis 2016 Dekan im Kirchenbezirk Schorndorf.

## Leben und Wirken
Volker Teich war Mitglied des örtlichen CVJM in Baiersbronn. Er studierte Evangelische Theologie an der Eberhard Karls Universität Tübingen und der Friedrich-Alexander-Universität Erlangen-Nürnberg. Nach seinem Vikariat in Ravensburg und Untergruppenbach war er von 1981 bis 1991 Pfarrer in Gomaringen und danach bis 2005 Pfarrer in Derendingen. Von 2005 bis zu seinem Ruhestand 2016 war er Dekan des Kirchenbezirks Schorndorf und zugleich Pfarrer an der Stadtkirche Schorndorf.
Teich war von 1983 bis 1995 und von 2001 bis 2013 Mitglied der 14. Landessynode und von 1995 bis 2014 Mitglied der Synode der Evangelischen Kirche in Deutschland und dort ab 2003 Sprecher der theologisch konservativen „Lebendigen Kirche“. Den ehrenamtlichen Vorsitz der pietistischen Ludwig-Hofacker-Vereinigung hatte er ab 1999 inne, bis er ihn 2008 Ralf Albrecht übergab.
Als Autor veröffentlichte er zu den Themen Gottesdienst sowie Ehe- und Tauffragen. Er war verheiratet, hatte mit seiner Frau Sigrid zwei Kinder und wohnte zuletzt in Dußlingen.

## Veröffentlichungen
- mit Winfried Dalferth: Der evangelische Gottesdienst in Württemberg, Calwer Verlag, Stuttgart 2012, ISBN 978-3-7668-4206-0.
- mit Winfried Dalferth, Philippus Maier, Gerhard Ruhl und Monika Schnaitmann: Taufe – Ein Begleit-Heft für Eltern und Paten, Calwer Verlag, Stuttgart 2014, ISBN 978-3-7668-4221-3.
- mit Sigrid Teich: Leben mit Multiple Sklerose. In: Heiko Bräuning (Hrsg.): Hoffnungsgeschichten 2. 22 wahre Lebensberichte, cap-books, Beihingen 2019, ISBN 978-3-86773-309-0.
- als Mitautor des jährlich erscheinenden Neukirchener Kalender, Neukirchener Verlag, Neukirchen-Vluyn.[8]